# Mikrokolon
Ein Mikrokolon, von  μικρός mikrós, deutsch ‚klein, eng‘ und altgriechisch κῶλον kōlon, deutsch ‚Darm, Wurst‘, ist ein abnormal kleiner, ungefüllter Dickdarm (Kolon), in der Regel aufgrund mangelhafter Beanspruchung. Er ist Hinweis auf eine intrauterin gestörte Mekoniumpassage in den Dickdarm und kommt meist bei einer (angeborenen) Passagebehinderung des Magen-Darm-Traktes vor.

## Ursachen
Häufige Ursachen sind:
- Darmatresien proximal des Dickdarmes (Ileumatresie), auch Kolonatresie
- totale Aganglionose des Kolons (Zuelzer-Wilson-Syndrom)
- Mekoniumileus
- funktionell bei Frühgeborenen[3]

Im Rahmen einiger Syndrome kann das Mikrokolon wesentliches Merkmal sein:
- Atresia-multiplex-congenita-Syndrom
- Megazystis-Mikrokolon-intestinale Hypoperistaltik-Syndrom
- familiäre Form[5]

## Diagnose
Die Diagnose erfolgt durch einen Kolonkontrasteinlauf. Das Kolon ist unterentwickelt, maximal fingerdick, dünnwandig, kürzer als normal und weist kaum Flexuren auf.

## Differentialdiagnose
Abzugrenzen sind das Neonatal Small Left Colon Syndrome, Folgen einer nekrotisierenden Enterokolitis, Mekoniumpropf-Syndrom, funktionelles Mikrokolon bei Frühgeborenen.